# Zyzzogeton viridipennis
Zyzzogeton viridipennis är en insektsart som först beskrevs av Pierre André Latreille 1811.  Zyzzogeton viridipennis ingår i släktet Zyzzogeton och familjen dvärgstritar. Inga underarter finns listade i Catalogue of Life.